# Sunwar

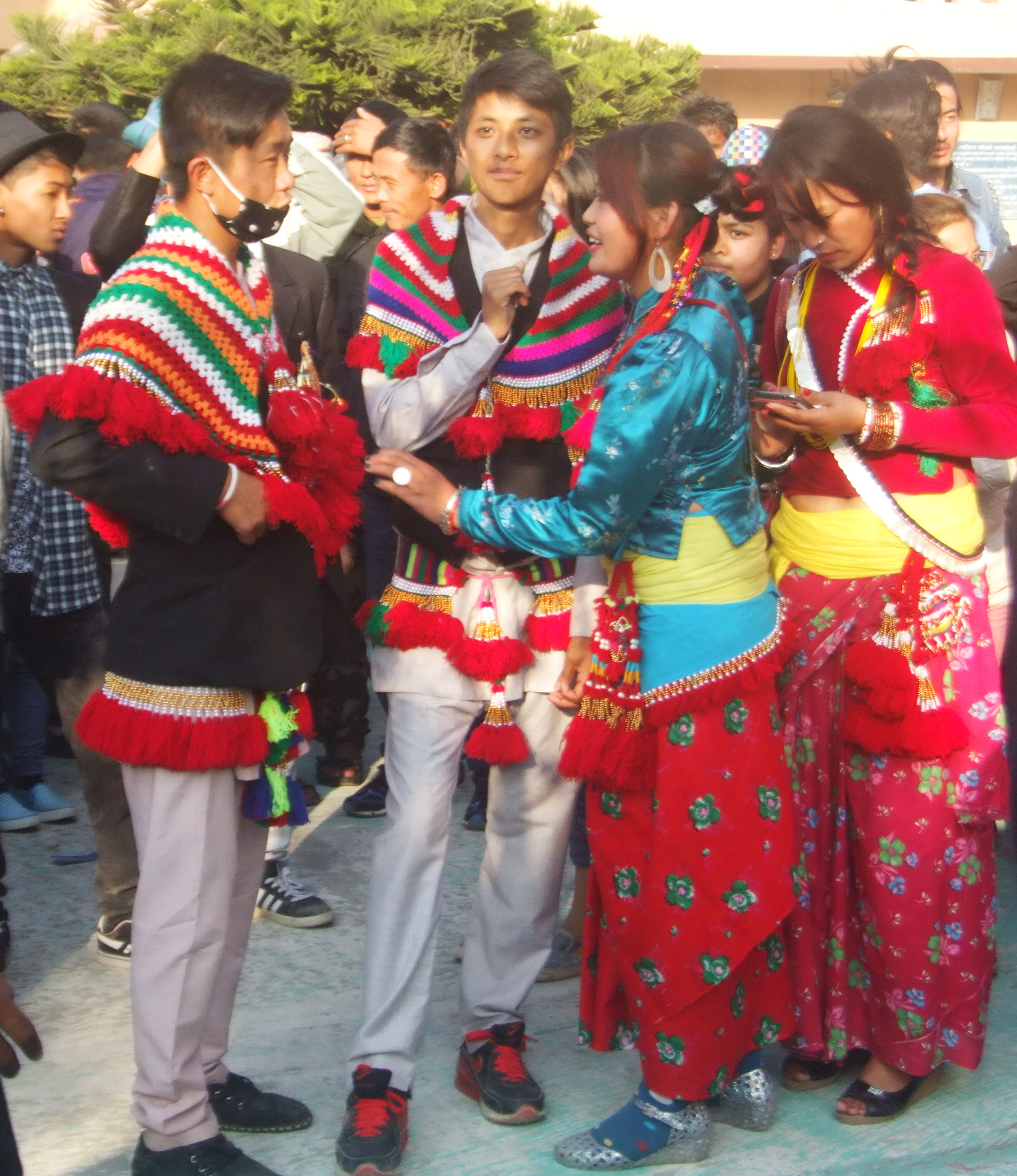
Sunwar

Sunwar is een stam die in een aantal dorpen in het oosten van Nepal leeft. Ook de taal die zij spreken heet Sunwar.
Het Sunwar is een Indo-Arische taal die nog circa 20.000 sprekers telt. Desondanks leek deze taal met uitsterven bedreigd, doordat de taal door de jongere generatie, die naar de stad trekt, niet meer wordt geleerd. Zij spreken dan Nepalees, omdat volgens het Hindoeïsme Sunwar minderwaardig is.
Het onderzoek naar niet eerder beschreven talen in de Himalaya maken deel uit van het Himalayatalenproject van de Universiteit Leiden. Het onderzoek lijkt een positief effect te hebben gehad op de Sunwar en hun taal.

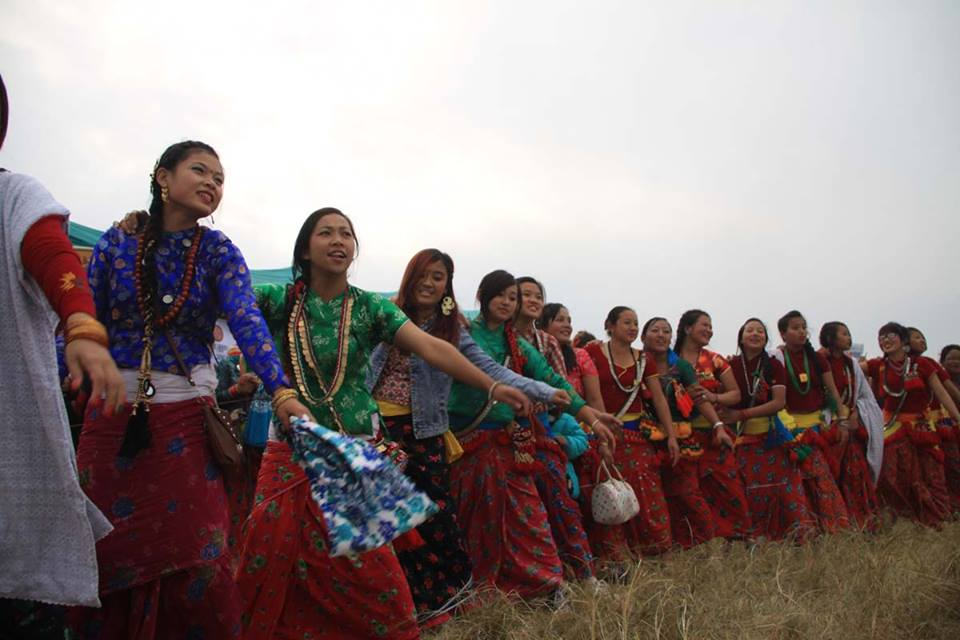
Sunuwar